# 塩谷饒
塩谷 饒（しおや ゆたか、1920年10月19日 - 1996年6月11日）は、日本の文学者・言語学者。専門は、ドイツ文学・ドイツ語。

## 生涯[1]
東京出身。1947年、東京大学文学部独文学科卒業。1950年、同大学院文学研究科修了。1951年、東京藝術大学美術学部専任講師。1955年、京都大学教養部助教授。その後、同教授。1970年、北海道大学文学部教授。1975年、同文学部長。1979年、北海道大学附属図書館長。1984年、北海道大学停年退官。同名誉教授。北星学園女子短期大学英文学科教授。1985年、北星学園女子短期大学7代学長に就任。1993年、北星学園女子短期大学退職。

## 受賞歴
- 勲二等瑞宝章（1996年）

## 主著
- 『単語の知識』白水社　1958年。全国書誌番号:58009109、NCID BN07682720。
- 『ドイツ語発音の研究』三修社　1959年。全国書誌番号:59007528、NCID BN04730372。
- 『基礎ドイツ語入門』前川道介と共編　白水社　1964年。全国書誌番号:68000769、NCID BN04842139。
- 『新編ドイツ文典』三修社　1964年初版/1973年普及版。NCID BN05088445
- 『ドイツ語入門』大学書林　1967年。
- 『新現代ドイツ語入門』朝日出版社　1968年初版/1970年改訂。
- 『ルター聖書のドイツ語』クロノス　1975年初版/1987年第2版。全国書誌番号:81047916、NCID BN03379301。
- 『オランダ語文法入門』大学書林　1979年初版/1993年第3版。全国書誌番号:79021735、NCID BN05276638。
- 『実践ドイツ文法』川島淳夫と共著　郁文堂　1979年初版/1984年新訂版。ISBN 426100934X
- 『ドイツ語の諸相』大学書林　1988年ドイツ語入門の改題版。全国書誌番号:88048203、NCID BN0248847X。